# Pentagono (edificio)
Il Pentagono (in inglese: The Pentagon) è un edificio governativo situato nella contea di Arlington, in Virginia, sede e quartiere generale del Dipartimento della difesa degli Stati Uniti d'America. L'edificio è stato costruito durante la seconda guerra mondiale e per metonimia, nel linguaggio comune e giornalistico, il termine "Pentagono" viene spesso usato per indicare il Dipartimento della difesa piuttosto che l'edificio in sé.
L'edificio è composto internamente da oltre 28 km di corridoi e ha una superficie di circa 600.000 metri quadrati adagiata su cinque piani. Si tratta del più imponente complesso di uffici del mondo, che ospita ogni giorno più di 40.000 persone, fra addetti alla sicurezza nazionale, militari e personale diplomatico.

## Storia
All'inizio della seconda guerra mondiale, gli Stati Uniti, sempre più consci della posizione di assoluta preminenza assunta sul piano civile e politico dello scacchiere internazionale, cominciarono a progettare la costruzione di una sede efficiente e versatile che potesse ospitare il loro gigantesco corpo diplomatico e militare.
Giunti ormai all'indomani dello scoppio della seconda guerra mondiale, gli alti dirigenti del governo della Casa Bianca decisero che il quartier generale delle forze armate della democrazia statunitense sarebbe dovuto sorgere in una posizione strategica, non troppo vicina agli organi democratici dello stato né tuttavia troppo lontana dalla sede istituzionale centrale del Presidente degli Stati Uniti. Per questi motivi, oltre che per ragioni organizzative di "spazio", fu scelto come sito per la costruzione dell'opera un ampio terreno di Arlington (Virginia) separato idealmente dalla città di Washington DC solamente dal fiume Potomac. La costruzione doveva rispettare i limiti imposti dalle leggi dello stato federale del Distretto di Columbia, che imponevano per gli edifici elevazioni non più estese di 5-10 piani.
Inoltre l'edificio, per via della sua funzione di apice della piramide diplomatica e militare del governo federale dell'Unione, doveva costituire una specie di fortezza inespugnabile, che, nel caso di una guerra o di un'invasione o addirittura di una situazione che vedesse le istituzioni primarie dello stato in gravissimo pericolo, potesse garantire rifugio sicuro per il presidente e per tutti i cardini fondamentali della compagine governativa dello stato.
L'11 settembre 1941, al termine di accordi e di trattative segretissime vennero avviati i lavori nel cantiere di costruzione sotto la direzione dell'architetto statunitense George Bergstrom. La costruzione procedette velocemente a ritmi impressionanti, documentati da pochissime fotografie dell'epoca che mostrano solo l'inizio dei lavori ed il cantiere quasi ultimato. La progettazione, segreta come quasi tutti gli aspetti inerenti alle tecnologie utilizzate per la costruzione dell'imponente edificio, dovette tener conto delle esigenze decisamente "fuori scala" del più grande apparato burocratico del mondo.
Il 15 gennaio 1943 il complesso per uffici di forma pentagonale fu inaugurato e aperto ufficialmente ai corpi dirigenti delle forze armate statunitensi. Parte della progettazione originale rispettò i dettami che aveva imposto il Presidente degli Stati Uniti Franklin Delano Roosevelt, che indicavano chiaramente che l'edificio era stato concepito di forma pentagonale "ufficialmente" per inserirsi in un contesto viario di cinque strade appositamente dislocate nelle campagne di Arlington, in Virginia, in modo da non impedire la vista di Washington dal cimitero militare monumentale di Arlington. L'importanza dell'edificio è cresciuta sempre di più nel corso degli anni, fino a rappresentare col suo stesso nome l'intero apparato logistico-militare della superpotenza.
L'11 settembre 2001 fu uno degli obiettivi degli attentati terroristici che colpirono anche le due Torri gemelle a New York: questo evento costò la vita a 125 persone che lavoravano nella struttura.

## La struttura
Fu concepito come un immenso fortino neoclassico, sulla scia di quegli astratti sperimentalismi dell'architettura francese di fine Settecento. L'edificio, di forma pentagonale (da cui il nome di Pentagono), è in realtà composto da cinque grandi "cinture" longitudinali che si cingono trasversalmente e diagonalmente l'una con l'altra formando cinque immense muraglie, ciascuna dal perimetro pentagonale, che intersecandosi fra loro, giungono ad un coronamento ideale al centro della costruzione (da cui si nota un pentagono più piccolo che amplifica ulteriormente in modo iperbolico la grandezza e la forma della struttura concettuale dell'intero edificio) formando l'edificio vero e proprio.

## Incidenti

### Proteste

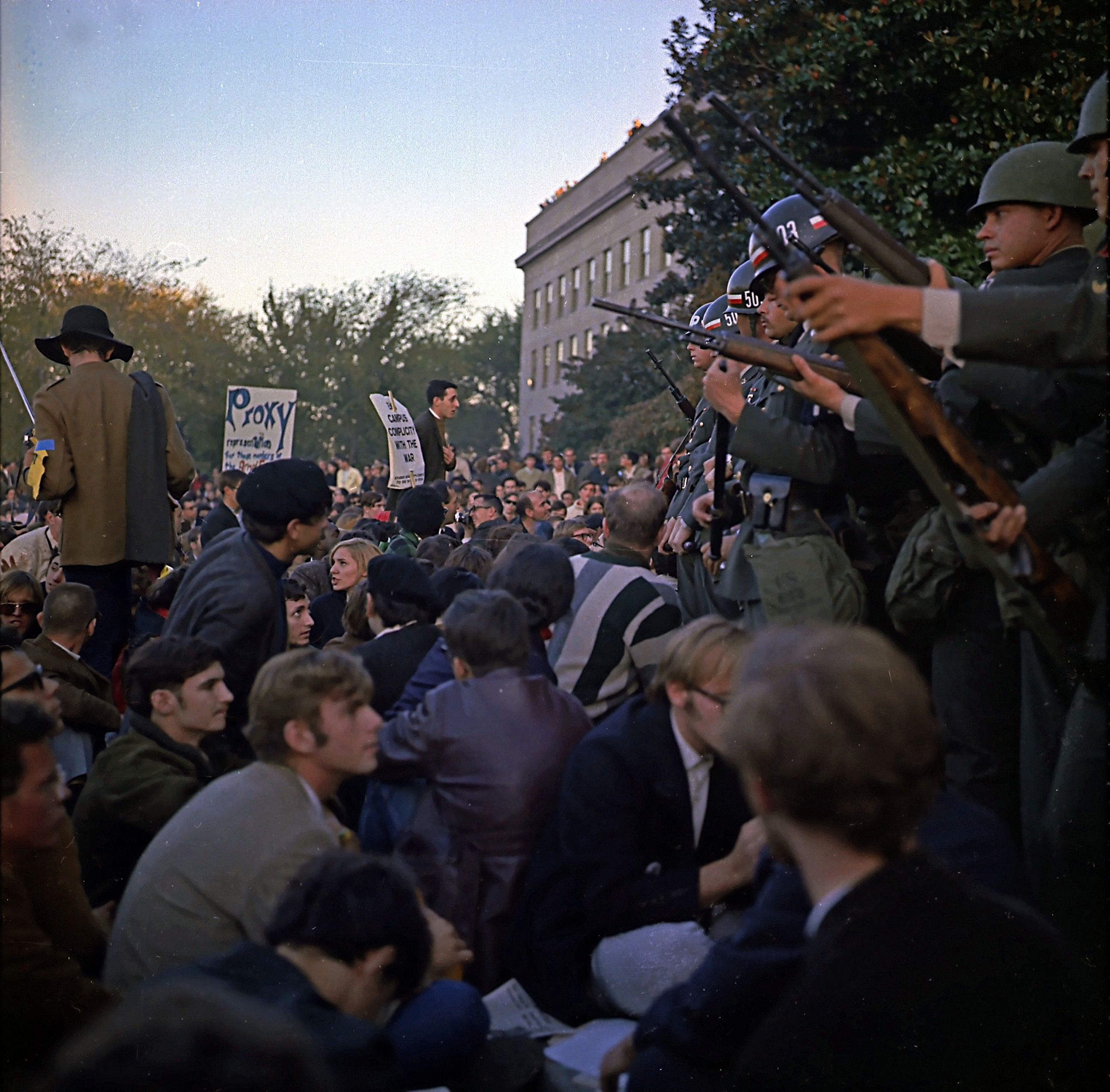
La polizia militare trattiene i manifestanti della guerra del Vietnam durante il sit-in del 21 ottobre 1967, all'ingresso del centro commerciale del Pentagono.

Il Pentagono divenne un punto focale per le proteste contro la guerra del Vietnam alla fine degli anni '60. Un gruppo di circa duemilacinquecento donne, organizzato da Women Strike for Peace, manifestò al di fuori dell'ufficio del segretario alla difesa Robert S. McNamara al Pentagono il 15 febbraio 1967. Nel maggio del 1967 un gruppo di venti manifestanti tenne una seduta fuori dall'ufficio del capo di stato maggiore, che è durato quattro giorni prima di essere arrestato. In uno degli incidenti più noti, il 21 ottobre 1967, circa trentacinquemila manifestanti contro la guerra organizzati dal Comitato nazionale di mobilitazione per porre fine alla guerra in Vietnam, riuniti per una manifestazione presso il Dipartimento della difesa (la "Marcia sul Pentagono"), dove furono affrontati da circa duemilacinquecento soldati armati. Durante la protesta, fu scattata una famosa foto, in cui George Harris collocò garofani nelle canne dei cannoni dei soldati. La marcia si concluse con un tentativo di "esorcizzare" l'edificio.
Il 19 maggio 1972 la Weather Underground Organization ha bombardato il bagno delle donne al quarto piano, in "rappresaglia" per l'amministrazione Nixon di Hanoi nelle fasi finali della guerra del Vietnam.
Il 17 marzo 2007 da quattromila a quindicimila persone (le stime variano in modo significativo) hanno protestato contro la guerra in Iraq, marciando dal Lincoln Memorial al parcheggio nord del Pentagono.

### Ristrutturazione
Dal 1998 al 2011, il Pentagono è stato completamente sventrato e ricostruito in fasi per portarlo a standard moderni e migliorare la sicurezza e l'efficienza. L'amianto è stato rimosso e tutte le finestre degli uffici sono state sigillate.
Come originariamente costruito, la maggior parte degli uffici del Pentagono consisteva in baie aperte che attraversavano un intero anello. Questi uffici utilizzavano la ventilazione incrociata da finestre azionabili anziché l'aria condizionata per il raffreddamento. A poco a poco, le baie sono state suddivise in uffici privati con molti che utilizzano unità di condizionamento delle finestre. Con i lavori di ristrutturazione ora completati, il nuovo spazio include un ritorno agli spazi aperti degli uffici, un nuovo piano spaziale universale di mobili per ufficio standardizzati e pareti divisorie sviluppate da Studios Architecture.

## Hall of Heroes

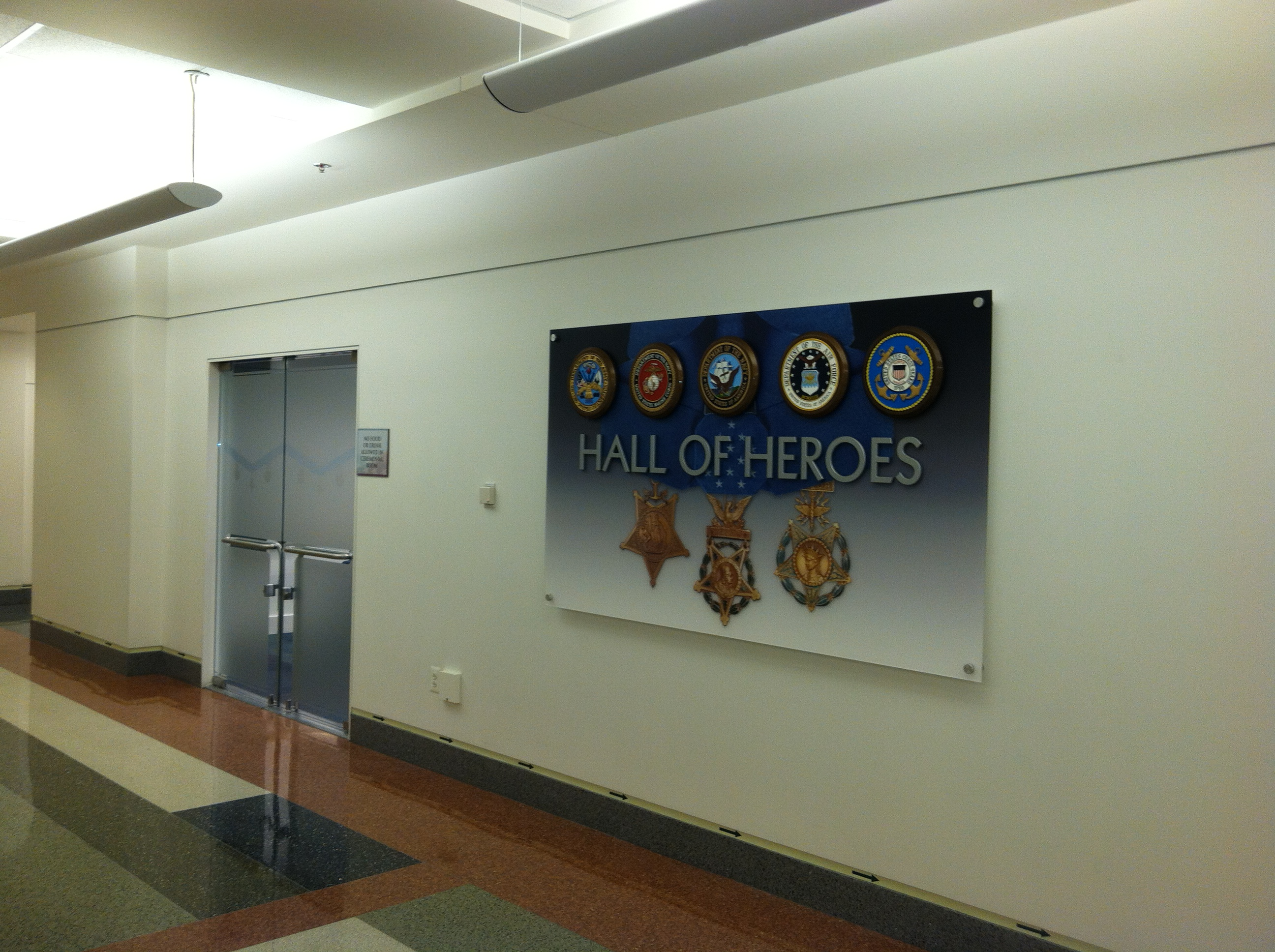
La Hall of Heroes nell'atrio principale.

Nell'atrio principale dell'edificio si trova la Hall of Heroes, inaugurata nel 1968 e dedicata agli oltre 3.460 destinatari della Medal of Honor, la più alta decorazione militare degli Stati Uniti. La sala è anche usata per promozioni, pensionamenti e altre cerimonie.

## Informazioni
Malgrado l'edificio sia localizzato in Virginia, ha l'indirizzo postale e il numero di codice postale del distretto di Washington.
All'edificio sono assegnati sei numeri di codice postale, uno per ogni dipartimento:
1. Segretario della Difesa (Secretary of Defense), 20301-1200
2. Stato Maggiore Interforze (Joint Staff), 20318-7000
3. Esercito, USA-20310-0101
4. Marina, USN-20350-2000
5. Aeronautica, USAF-20330-1620
6. Marines, USMC-20380

## Galleria d'immagini

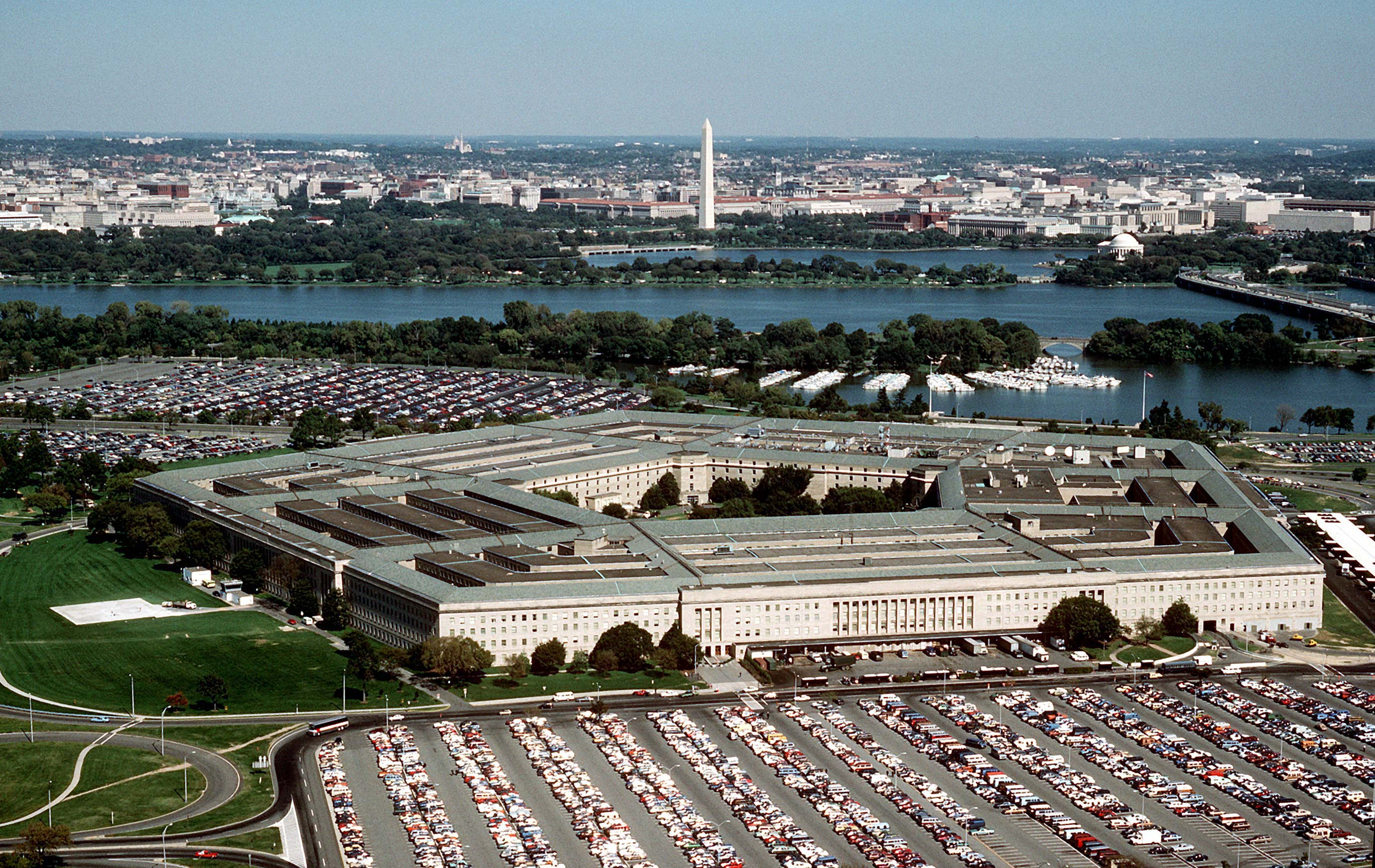
Vista sud-ovest (1998) con il fiume Potomac e il monumento a Washington sullo sfondo.
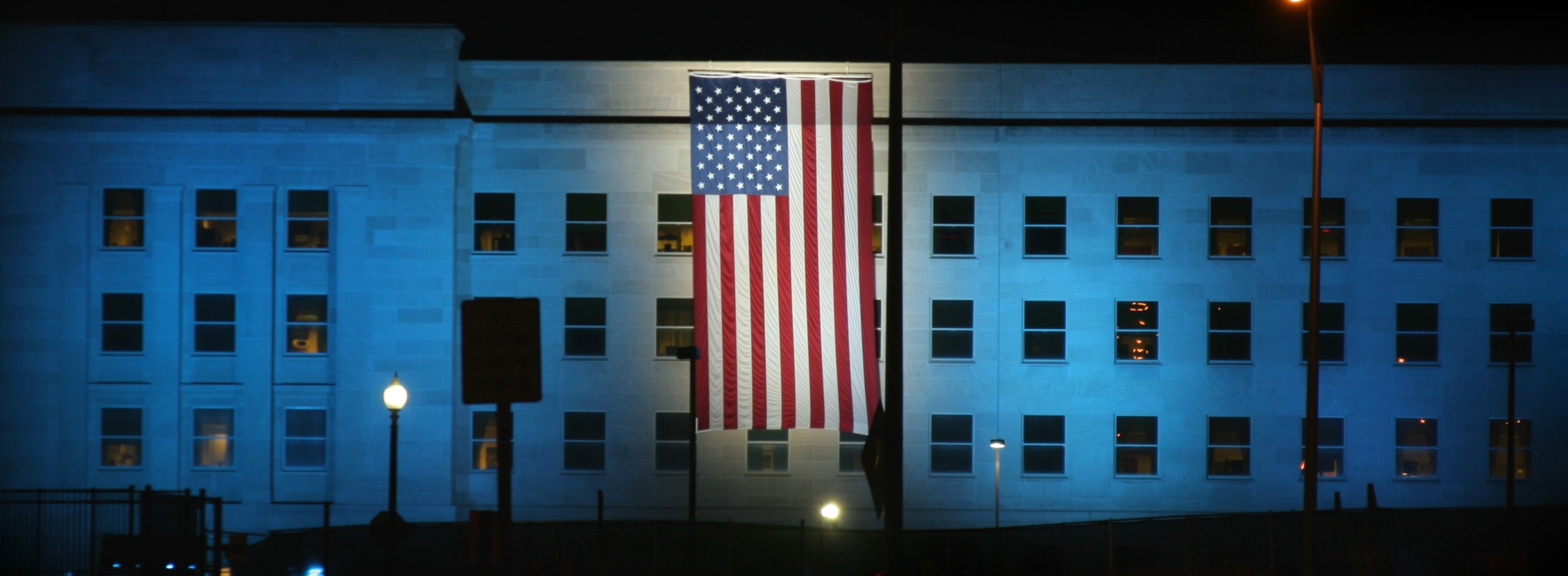
Illuminazione dell'anniversario dell'11 settembre, 2007.
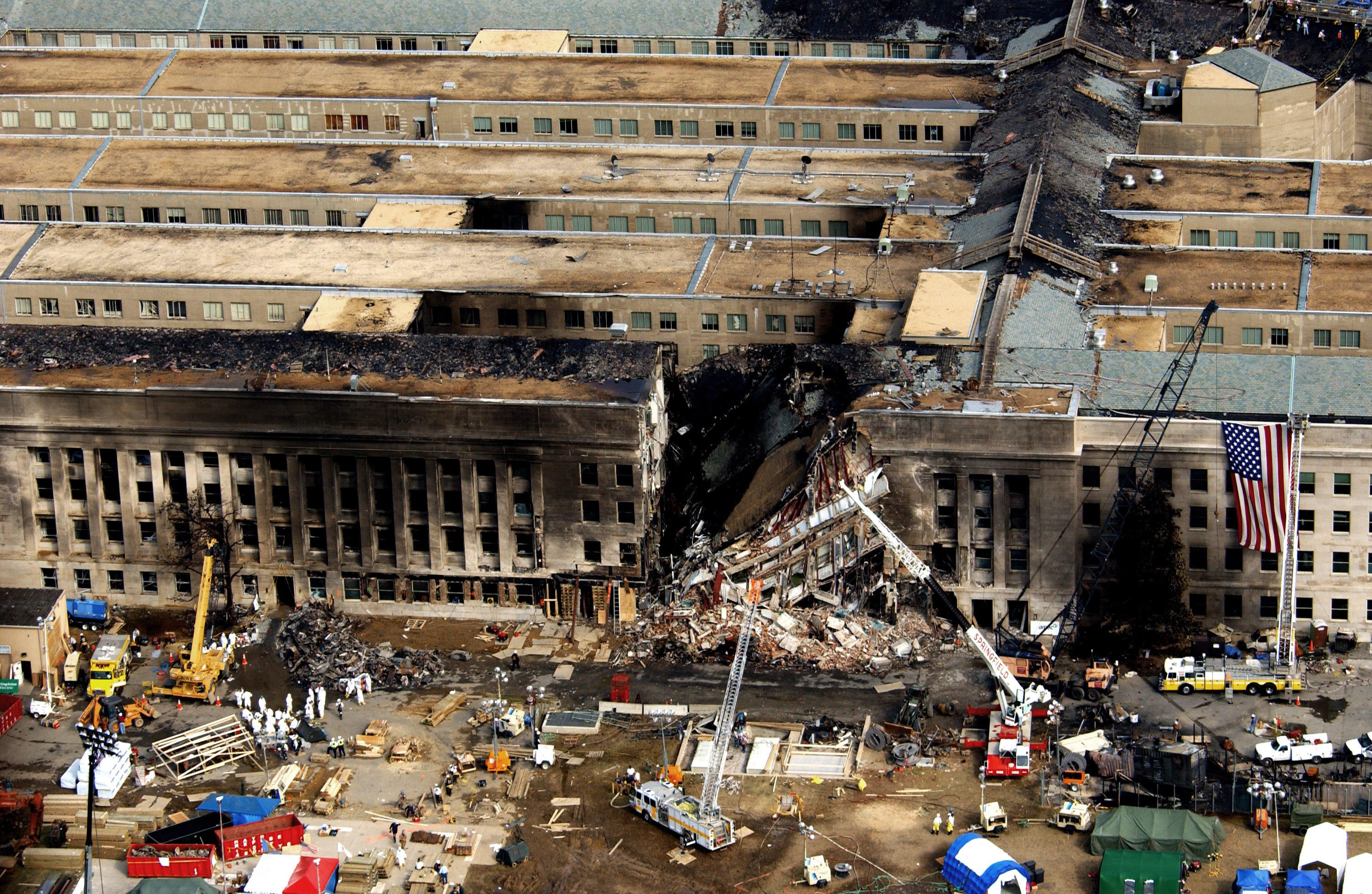
Edificio dopo gli attacchi dell'11 settembre
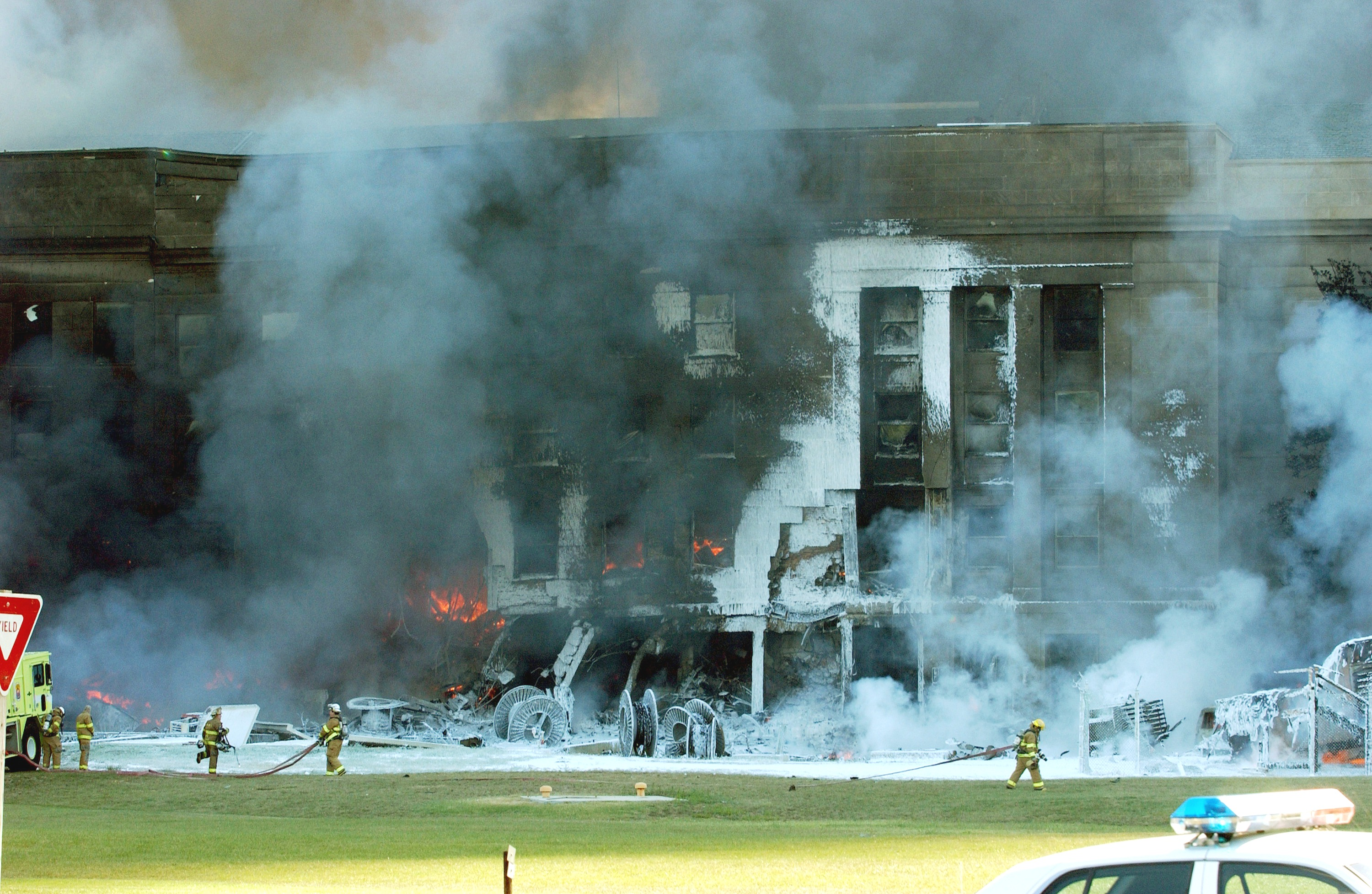
Squadre di soccorso al lavoro dopo gli attacchi dell'11 settembre
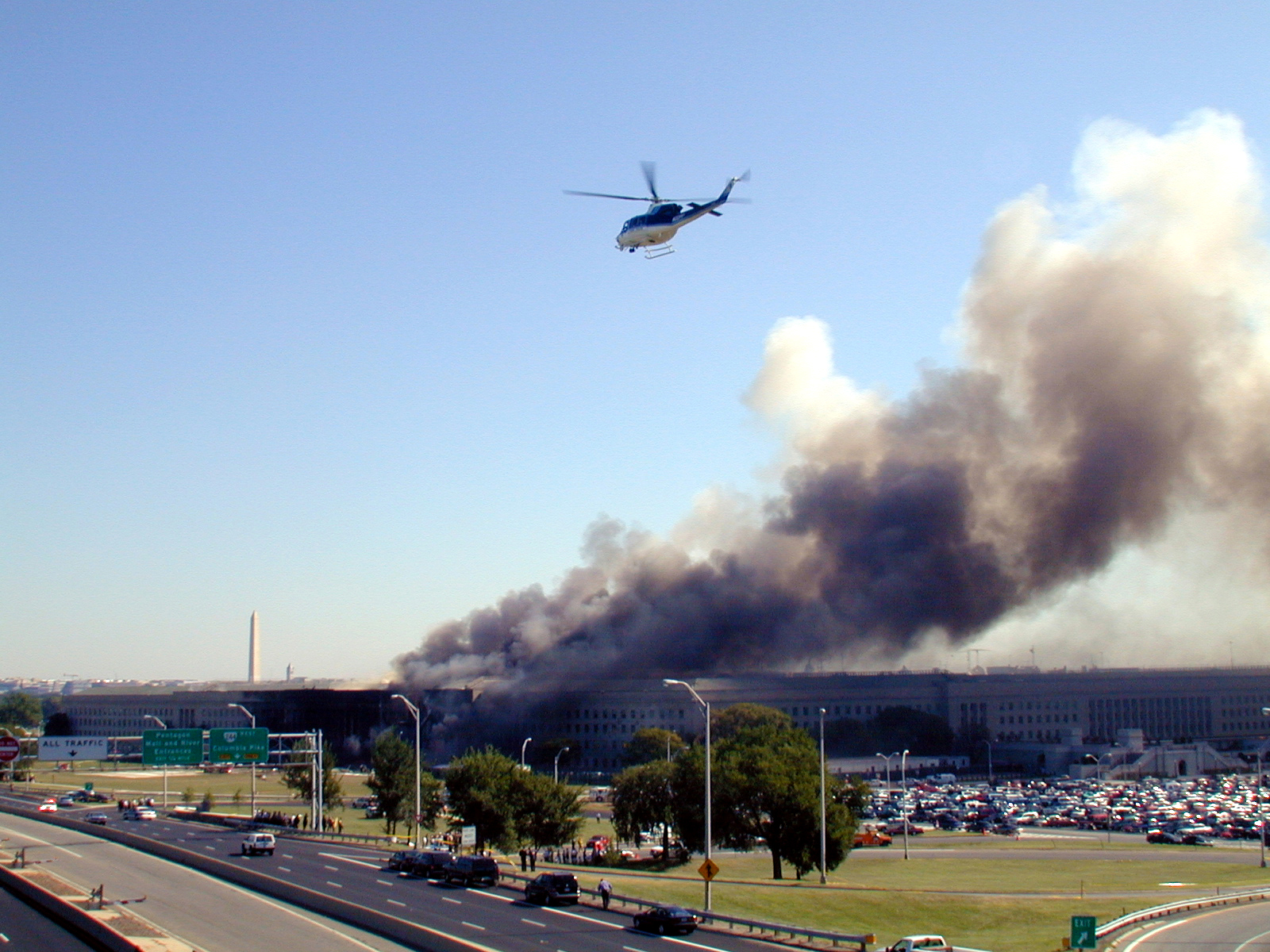
Fumo che fuoriesce dal Pentagono dopo gli attacchi dell'11 settembre
Il Pentagono (azzurro) rispetto alle grandi navi ed edifici.